# Gears
Gears est un prototype de logiciel proposé par Google pour permettre l'accès hors-ligne à des services qui fonctionnent normalement en ligne. Il installe un moteur de base de données basé sur SQLite sur le système client pour mettre en cache les données localement. Les pages pour lesquelles Google-Gears est activé utilisent les données en provenance de ce cache local plutôt que celles provenant du service en ligne. Si la connexion réseau n'est pas disponible, la synchronisation est ajournée jusqu'à ce que la connexion revienne. Gears permet donc à des applications Web de fonctionner sans accès permanent au réseau. Début décembre 2009, on apprend que Google arrête le développement de Gears, au profit d'HTML5.

## Vue d'ensemble
Gears s'installe sous la forme d'un plug-in pour navigateur web. Ce plug-in fournit une API JavaScript qui permet aux scripts d'accéder aux données enregistrées localement. Le plug-in fonctionne avec Firefox et Internet Explorer, sous Windows, Mac OS X et Linux. Une version pour Safari est également disponible pour les développeurs.
Google Reader supporte ce système. La « préparation » pour la déconnexion est manuelle, c'est-à-dire que l'utilisateur doit réaliser une action pour pouvoir fonctionner en mode non connecté. De même, Google Documents supporte Gears ; contrairement à Google Reader, le basculement en mode hors-ligne est automatique.
D'autres applications web, telles que l'administration Wordpress, supportent Gears, cependant dans ce cas, l'utilisateur n'a pas besoin de réaliser une action avant de passer en mode non connecté, l'application anticipe la déconnexion en synchronisant les ressources et paramètres en arrière-plan, de façon transparente pour l'utilisateur.

## Applications qui utilisent Gears
- Gmail
- Google Documents
- Google Reader
- Google Agenda
- Google Wave
- MySpace
- Wordpress
- YouTube
- Tiny Tiny RSS

## Outils compatibles avec Gears
- Dojo[3]
- ExtJS[4]